# إدوارد أتويستا
إدوارد أتويستا (مواليد 18 يونيو 1997) هو لاعب كرة قدم كولومبي يلعب في مركز خط الوسط في نادي بالميراس.